# Südtiroler Deutsch

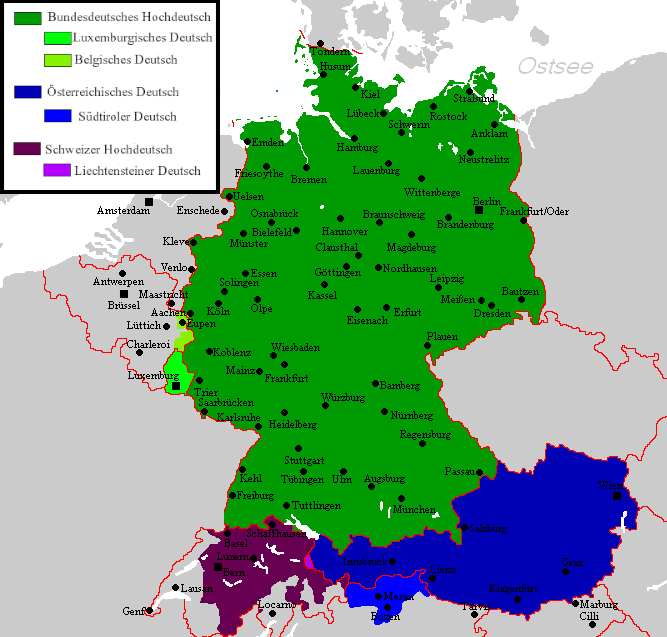
Die deutschen Standardvarietäten

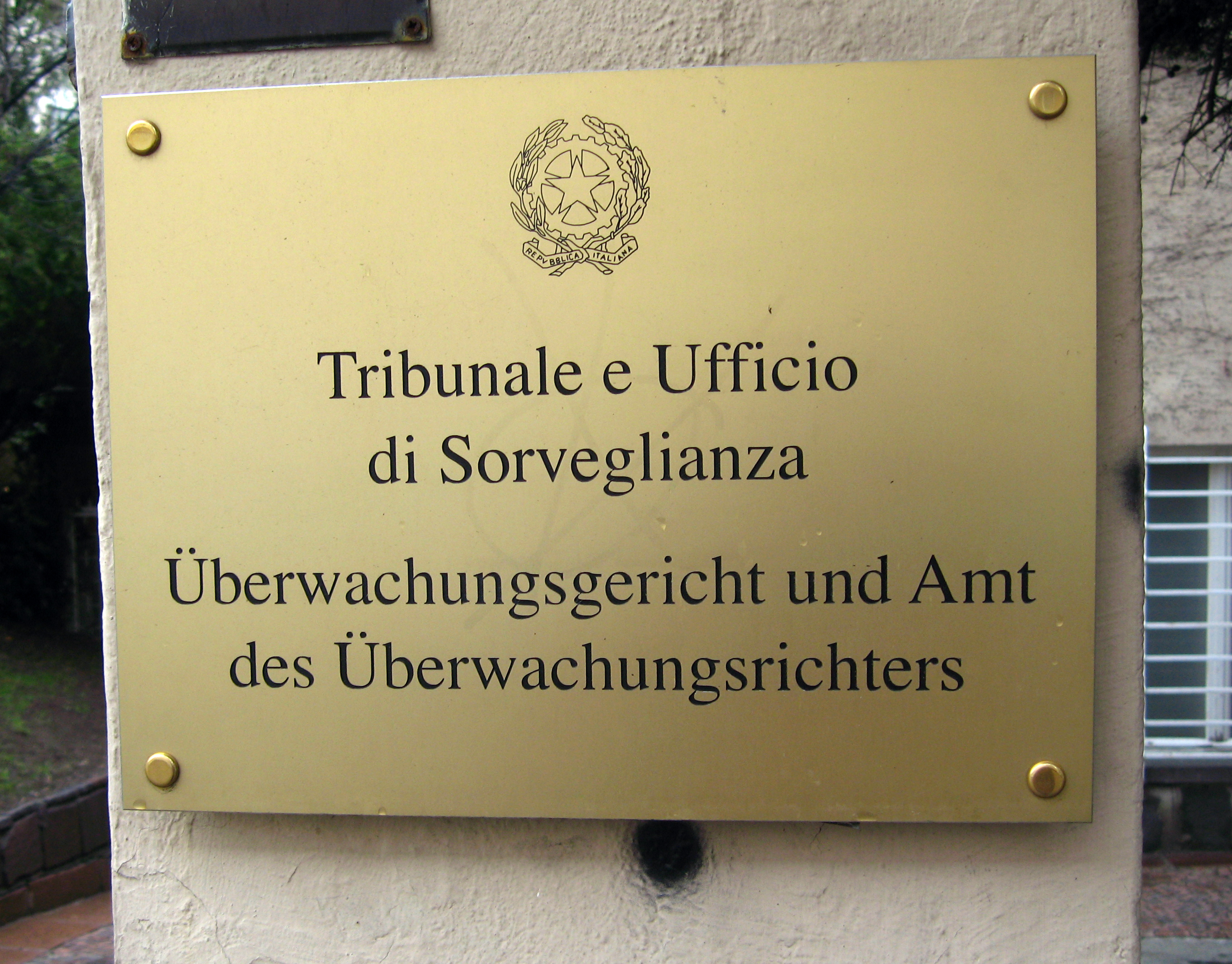
Typisch zweisprachige Aufschrift in Südtirol mit Lehnübersetzungen aus dem Italienischen

Südtiroler Deutsch ist die in Südtirol geschriebene und in förmlichen Situationen gesprochene Varietät des Standarddeutschen.
Da das Südtiroler Standarddeutsch nicht in solchem Maße eigenständige Merkmale aufweist, wie es beim österreichischen oder Schweizer Deutsch der Fall ist, sondern es sich an die Standardsprache Österreichs anlehnt, mit dem es bis 1918 fest verbunden war, gilt es als ein Halbzentrum der plurizentrischen deutschen Sprache.
In vielen Bereichen des täglichen Lebens dominieren in Südtirol die südbairischen Dialekte (siehe auch Dialekte in Tirol). Eine Besonderheit der Südtiroler Varietät ist der Sprachkontakt mit dem Italienischen, das ob der politischen Zugehörigkeit Südtirols zu Italien einen großen Einfluss ausübt (als Amtssprache und als Muttersprache der meisten Bürger Italiens). Daraus ergeben sich zahlreiche Neologismen, aber auch Interferenzen.

## Interferenzen
Jahrzehntelang konzentrierte sich die germanistische Forschung zum Südtiroler Deutsch auf eine negativ konnotierte Interferenzforschung, die Kontaktphänomene als Beeinträchtigung des Sprachsystems oder gar Anfänge eines Sprachverfalls auffasste. Seit den 1990er Jahren kam es diesbezüglich zu einem Paradigmenwechsel, durch den der Südtiroler Sonderwortschatz nun deskriptiv aus variationslinguistischer Perspektive behandelt wird.
Im Nachfolgenden Beispiele für Interferenzen aus dem Italienischen:
- lexikalische Interferenzen: z. B. Identitätskarte (nach it. carta d’identità, vgl. Identitätskarte/carte d’identité in der Schweiz) statt Personalausweis, Schulführungskraft (nach it. dirigente scolastico) statt Schulleiter (offizielle Bezeichnung z. B. in Österreich und Bayern), Direktor (Alltagswort für Schulleiter in Österreich und in einigen deutschen Bundesländern), Kondominium (nach it. condominio) für Mehrfamilienhaus; Neologismen wie Stammrollenlehrer (nach it. insegnante di ruolo = verbeamteter – in Österreich: pragmatisierter – Lehrer, zumindest mit unbefristetem Dienstvertrag), wobei hier auch von einem Sachspezifikum gesprochen werden kann. Als typisch für das Südtiroler Deutsch können Lehnübersetzungen als amtssprachliche Neologismen gelten, die durch (im Amtsblatt von der Südtiroler Landesregierung veröffentlichte) Terminologische Verzeichnisse vorgeschrieben werden.
- semantische Interferenzen (Bedeutungsverschiebungen): didaktische Tätigkeit(en) (nach it. attività didattiche) neben dem deutschen Wort Unterricht in Wendungen wie: die Wiederholungsprüfungen müssen vor dem Beginn der didaktischen Tätigkeit abgeschlossen sein, die didaktische Tätigkeit endet Mitte Juni – die Interferenz liegt darin, dass didaktisch sich im Standarddeutschen immer auf die Didaktik, also die Wissenschaft vom Unterrichten, bezieht und nicht synonym mit Unterricht verwendet werden kann; Literat auch im Sinne von Latein-Deutschlehrer (nach it. materie letterarie); Gesuch anstelle von Antrag.
- syntaktische Interferenzen: häufig begegnen Genitivattribute oder auch lange Genitivattribut-Reihen anstelle von Komposita oder Präpositionalausdrücken nach dem Vorbild der italienischen di/della/…-Ausdrücke: z. B. die Vergabe der Stellen der Zweitsprachlehrer der Grundschule statt: die Stellenvergabe für Zweitsprachenlehrer (= Deutschlehrer an italienischsprachigen Schulen) an Grundschulen. Auch die Wortbildung ist im öffentlichen Bereich von Italianismen durchsetzt: mit der faschistischen Italianisierung wurden besonders in Bozen unzählige Straßen und Plätze nach italienischen Städten benannt (via Trieste, via Venezia usw.), die nach dem Inkrafttreten der Autonomie als Trieststraße usw. anstelle von Triester Straße wiedergegeben wurden. In den letzten Jahren wurden jedoch in Bozen zahlreiche derartig gebildete Straßennamen nach dem -er-Muster amtlich korrigiert.
- phraseologische/idiomatische Interferenzen: typisch Südtirolerisch ist die Verwendung der Präposition innerhalb auch mit Zeitpunkten, obwohl im übrigen deutschen Sprachraum innerhalb nur mit Zeitstrecken kombiniert werden kann (innerhalb zweier Tage, innerhalb von fünf Tagen), also z. B. das Gesuch (= der Antrag) muss innerhalb 31. Oktober eingereicht werden,[1] wobei die italienische Konstruktion: entro il 31 ottobre falsch übertragen wurde.
- phonetische Interferenzen: z. B. die Aussprache des Digraphs ⟨qu⟩ als [ku̯] wie im Italienischen statt [kv] wie im Standarddeutschen; der Germanist Franz Lanthaler vermutet, diese erst nach dem Zweiten Weltkrieg eingetretene Entwicklung gehe auf Grundschullehrerinnen zurück, die den Schülern im Schreibunterricht einschärften, qu dürfe nicht kw geschrieben werden, wobei das Italienische diese Ausspracheveränderung nur indirekt bewirkt hätte.

Daneben treten im Südtiroler Deutsch Sprachformen auf, die nicht als Interferenz erklärbar sind, sich aber dennoch aus der besonderen Situation des Südtirolerischen erklären.
Oft überschätzt wurde die Übernahme italienischer Wörter (Sachspezifika oder praktische Kurzwörter wie targa für „Kennzeichen/KFZ-Nummerntafel“) und Interjektionen (oschtia! < it. ostia „Sakrament!“; magari „vielleicht“ usw.) in die Alltagssprache. In Stellenanzeigen fand sich etwa oft der Ausdruck militärfrei (für it. militesente), durch den der Bewerberkreis auf Männer mit abgeleistetem Militärdienst eingeschränkt wurde, der jedoch mit Abschaffung der Wehrpflicht ebenso schnell wieder verschwunden ist.
Für Südtirol, obgleich nicht für das Deutsche in Südtirol typisch ist auch die umgekehrte Beeinflussung. Italienische Aufschriften entsprechen häufig nicht den italienisch-standardsprachlichen, im eigentlichen Italien üblichen (vgl. attendere prego im Sinne des dt. Bitte warten! statt si prega di attendere oder un attimo).